# Јелена Ђукић
Јелена Ђукић (Кула, 29. јун 1980) српска је позоришна, телевизијска и филмска глумица.

## Биографија
Рођена је 29. јуна 1980. године у Кули. Глуму је дипломирала на Академији уметности у Новом Саду у класи професора Михаила Јанкетића.
Била је у браку с редитељем Милорадом Милинковићем и с њим има ћерку.

## Каријера
Неке од својих првих улога, Јелена Ђукић је остварила у новосадском Позоришту младих. С ансамблом представе КНКН ПНКН учествовала је на Белефу, 2008. године. Дебитантску филмску улогу остварила је исте године у Маши, редитеља Синише Ковачевића. Нешто касније се појавила у телевизијским серијама Горки плодови и Село гори, а баба се чешља. Играла је у неколико представа Позоришта лутака „Пинокио”. Тумачила је више ликова у серијама Само вечерас и Надреална телевизија, као и једну од улога у филму Пети лептир. У новембру 2015. премијерно је заиграла у комаду Бранислава Нушића, Прва парница, чију је режију у Позоришту Славија потписао Марко Мисирача. С тадашњим супругом, Милорадом Милинковићем, сарађивала је и у представи Свингери, а затим филму односно мини-серији Патуљци са насловних страна.
Тумачила је лик супруге Вукана Немањића, ког је у пројекту Немањићи — рађање краљевине играо Небојша Глоговац. Појавила се и у серији Краљ Петар Први. Значајнији раст популарности остварила је улогама које су уследиле у серијама на Првој српској телевизији. Ту је играла докторку Тамару Чалић у Ургентном центру, адвокатицу Дарију Кораћ у пројекту Истине и лажи, те Марину у Синђелићима. Учествовала је у реализацији 409 епизода Игре судбине у улози кућне помоћнице Вишње. Једну од улога остварила је у филму Викенд са ћалетом, те истоименој телевизијској серији која је премијерно приказана на Новој С. Добила је једну од улога у подели позоришног мјузикла Весело девојачко вече, редитеља Радета Вукотића који је премијерно изведен у дворани београдског Дома синдиката. У 2022. телевизијској публици се представила улогом шминкерке Данијеле у серији Од јутра до сутра.

## Улоге

### Позоришне представе
| Наслов                      | Улога                                                 | Редитељ            | Позориште                              | Премијера           |
| --------------------------- | ----------------------------------------------------- | ------------------ | -------------------------------------- | ------------------- |
| Лепотица и звер             | Најлепша међ Најлепшима (премијерно играла Ана Сакић) | Мирослав Лекић     | Позориште лутака „Пинокио”             | 10. децембар 2004.  |
| Инстант сексуално васпитање | Зага                                                  | Југ Радивојевић    | Позориште младих                       | 8. април 2005.      |
| Београд некад и сад         | Евица                                                 | Синиша Ковачевић   | Позориште младих                       | 11. март 2006.      |
| КНКН ПНКН                   |                                                       | Жанко Томић        | Позориште младих                       | 16. новембар 2008.  |
| Пут око света               |                                                       | Небојша Јовановић  | Позориште лутака „Пинокио”             | 10. септембар 2010. |
| Витез Цврчак                |                                                       | Цвете Јанева       | Позориште лутака „Пинокио”             | 1. октобар 2011.    |
| Прва парница                | Јелка                                                 | Марко Мисирача     | Позориште Славија                      | 7. новембар 2015.   |
| Свингери                    |                                                       | Милорад Милинковић | Театар Вук (касније Позориште Славија) | 14. фебруар 2017.   |
| Весело девојачко вече       |                                                       | Раде Вукотић       | Дом синдиката у Београду               | 23. новембар 2021.  |
| Мушкарац у сендвичу         |                                                       | Раде Вукотић       | Позориште Славија                      | 29. јун 2023.       |

### Филмографија
|                   | 2000 ▼ | 2010 ▼ | 2020 ▼ | Укупно |
| ----------------- | ------ | ------ | ------ | ------ |
| Дугометражни филм | 1      | 2      | 1      | 4      |
| ТВ филм           | 0      | 0      | 0      | 0      |
| ТВ серија         | 2      | 8      | 5      | 15     |
| Кратки филм       | 0      | 0      | 0      | 0      |
| Укупно            | 3      | 10     | 6      | 19     |

| Год.       | Назив                                   | Улога                |
| ---------- | --------------------------------------- | -------------------- |
| 2000-е ▲   |                                         |                      |
| 2008.      | Маша                                    | Мина                 |
| 2008—2009. | Горки плодови (серија)                  |                      |
| 2010.      | Село гори, а баба се чешља (серија)     | Медицинска сестра    |
| 2010-е ▲   |                                         |                      |
| 2011.      | Само вечерас (серија)                   |                      |
| 2012—2013. | Надреална телевизија (серија)           |                      |
| 2014.      | Пети лептир                             | Невена               |
| 2018.      | Патуљци са насловних страна             | Гордана              |
| 2018.      | Патуљци са насловних страна (серија)    | Гордана              |
| 2018.      | Немањићи - рађање краљевине (серија)    | Вуканова жена        |
| 2019.      | Краљ Петар Први (серија)                | Клара Витнауер       |
| 2019.      | Ургентни центар (серија)                | Др Тамара Чалић      |
| 2019.      | Истине и лажи (серија)                  | Дарија Кораћ         |
| 2019.      | Синђелићи (серија)                      | Марина               |
| 2020-е ▲   |                                         |                      |
| 2020—2022. | Игра судбине (серија)                   | Вишња Дулановић      |
| 2020.      | Викенд са ћалетом                       | Мелани               |
| 2021.      | Викенд са ћалетом (серија)              | Мелани               |
| 2021—2022. | Радио Милева (серија)                   | Црна удовица / Стела |
| 2022—2023. | Од јутра до сутра (серија)              | Данијела             |
| 2023.      | Сложна браћа — Next Đeneration (серија) | Мајка                |